# Petre Stoenac
Petre Stoenac (n. 2 noiembrie 1901, Bârca, Dolj, România, d. 2 octombrie 1996, Râmnicu Vâlcea, Vâlcea, România, consemnat unori cu numele de Stoinac) a fost un preot din România, paroh la Tomșani, județul Vâlcea. În timpul prigoanei comuniste din epocă a fost arestat între anii 1948 - 1953  și 1959 - 1961 pentru uneltire, drept efect al trecutului său legionar și al datelor obținute prin urmărirea informativă care au arătat că, având priză la mase, s-a manifestat ostil la adresa regimului comunist.
S-a aflat, în perioada participării României la cel de-Al Doilea Război Mondial, printre clericii cooptați spre a servi în Misiunea Ortodoxă Română din Transnistria.

## Primii ani
A urmat școala primară în satul în care s-a născut, între anii 1908-1913, intrând ulterior la Seminarul Teologic „Sfântul Nicolae” din Râmnicu Vâlcea, ale cărui cursuri – întrerupte în anii Primului Război Mondial- le-a absolvit în perioada 1915-1925.

## Cariera

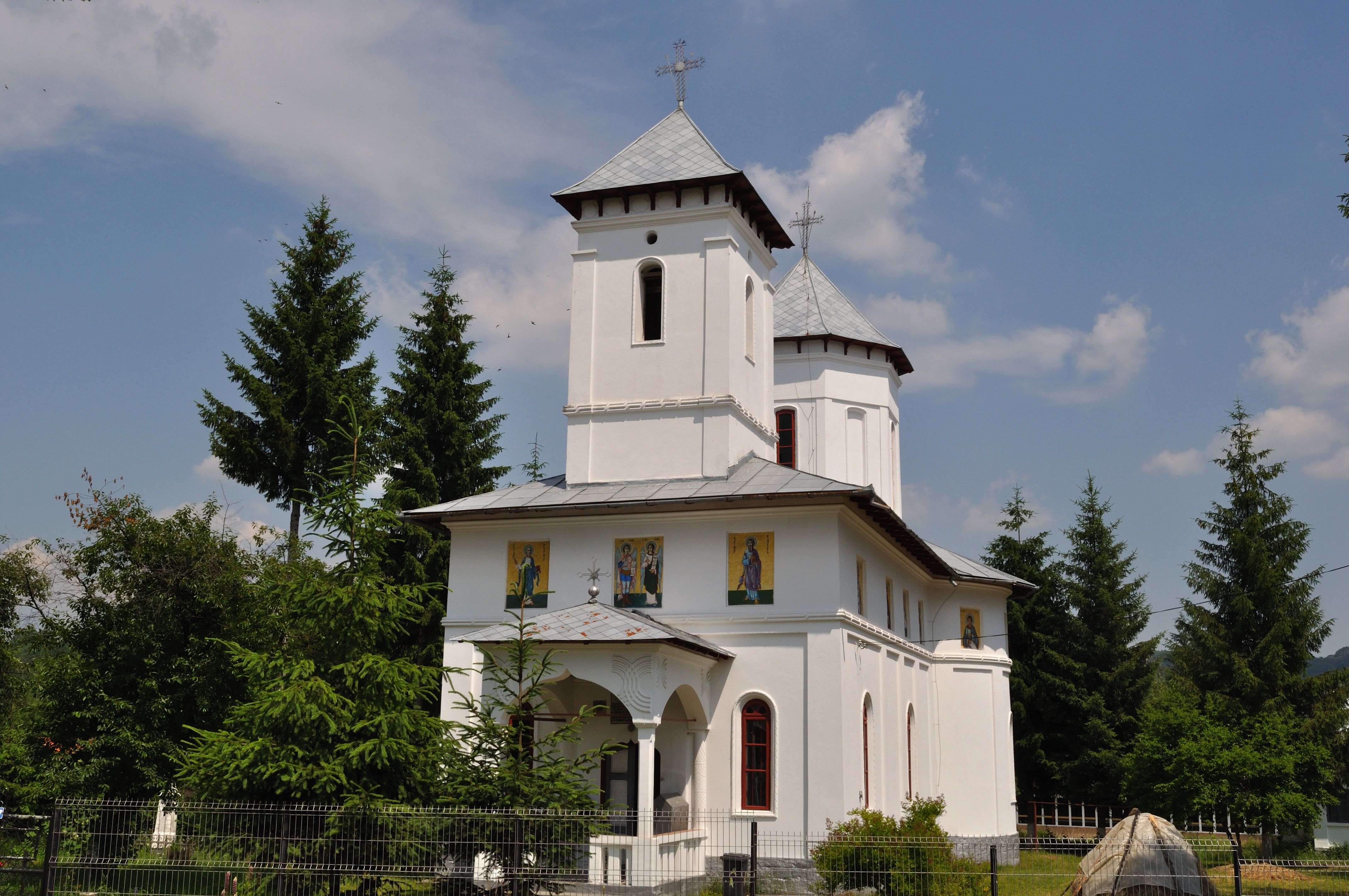
Biserica din Tomșani.

În 1926 a fost hirotonit preot, fiind angajat ca șef de birou la Centrul Eparhial Râmnicu Vâlcea. Deși tot în același an s-a înscris la Facultatea de Teologie din Cernăuți, a fost numit paroh la Tomșani, localitate aflată pe atunci în județul Vâlcea. În cadrul activității sale, a reușit să reparare biserica parohială,  să construiască o casă și o bibliotecă parohiale, precum și un cămin cultural. De asemenea, pe plan social, a întreținut o cantină pentru elevii pauperi, precum și opere de întrajutorare pentru cei săraci.
A activat în cadrul organizației misionare a Bisericii Ortodoxe Române Societatea „Renașterea”, din Oltenia, sub conducerea mitropolitului Nifon Criveanu.
 Un punct comun, al clericilor care au activat în cadrul acestui tip de structuri misionare, era că au fost influențați de respectivele organizații, care, au subliniat necesitatea reînoirii spirituale și a reformei instituționale în cadrul Bisericii Ortodoxe Române și necesitatea eforturilor asistate de stat, pentru convertirea evreilor și a neoprotestanților. Toate aceste organizații au încercat, de asemenea, să contracareze influența comunismului ateu în rândurile muncitorilor și să promoveze o agitație ultranaționalistă în rândul tineretului.

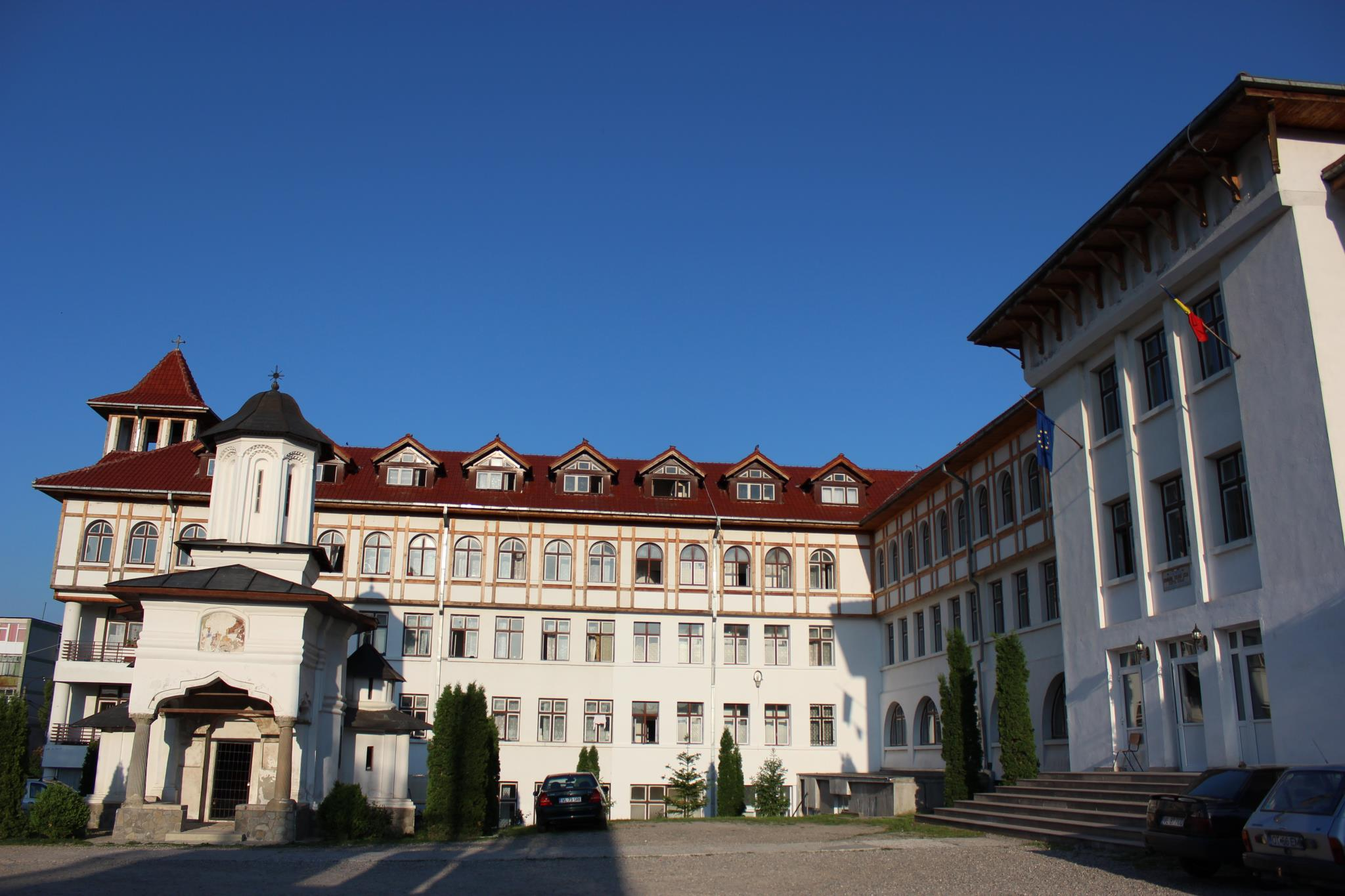
Seminarul Teologic „Sfântul Nicolae” din Râmnicu Vâlcea

În 1940 se afla în funcția de de preot confesor al Seminarului Teologic „Sfântul Nicolae” din Râmnicu Vâlcea, fiind foarte bun prieten cu Georghe Doară, conducător al instutuției, lider legionar al județului Vâlcea și un antisemit vocal.
În perioada celui de-Al Doilea Război Mondial, mitropolitul Nifon Criveanu s-a aflat printre ierarhii care, au urmărit trimiterea unor misiuni în Transnistria și s-a aflat printre primii ierarhi ai Sfântului Sinod, care, i-au încurajat pe preoți să plece acolo și în Basarabia. Pentru cei care fuseseră legionari, Criveanu a obținut de la guvern, la 21 aprilie și 25 mai 1942, posibilitatea pentru preoții din eparhia lui de a se reabilita, prin muncă cinstită ca și preoți misionari în Transnistria, față de regimul antonescian.
Beneficiind de posiblitatea de a a fi incluși unei misiuni ortodoxe în Transinistria, cu scopul de a putea scăpa de persecuțiile guvernamentale ulterioare, atât Doară cât și bunul său prieten Stoeneac au fost cooptați în Misiunea Ortodoxă Română din Transnistria. Provenind însă de la o organizație misionară a Bisericii Ortodoxe Române, în cadrul Misiunii au făcut parte dintre cei care au perceput această activitate drept o ocazie de a-și pune în practică ideile din epoca interbelică.
Succesiv arestării de după momentul 15 mai 1948, a fost reintegrat ca preot, după 20 iunie 1961, la parohia Giulești. De aici s-a retras la pensie, la data de 1 decembrie 1964.

## Activitatea politică
A fost inițial  adept al Partidului Național Liberal și, ulterior, al Mișcării Legionare.
În anul 1933 s-a aflat pe lista electorală din județul Vâlcea a Gărzii de Fier, alături de Gheorghe Doară, Mihail Polihroniade, Constantin Iliescu și Victor Bărbulescu (scoaterea însă a formațiunii legionare, în afară legii, a dus la anularea respectivei liste). În februarie 1934 a fost arestat pentru câteva zile, după asasinarea lui Ion Gheorghe Duca, de către autorități, care căutau legionari ascunși prin Munții Parâng. A fost consemnat și în 1934 ca susținând acțiuni ale membrilor Mișcării Legionare. În acest sens, a contribuit în parohia sa de la Tomșani la mobilizarea țăranilor pentru susținerea de acțiuni legionare. Astfel, în vara anului 1935 a fost consemnată o slujbă religioasă, la care, a luat parte împreună cu șeful legionar al județului Vâlcea, preotul Doară (paroh la Stroești) și legionarii din tabăra de muncă Arnota, spunându-le țăranilor că național-țărăniștii și liberalii ar fi hoți și amenințând: „când voi veni  la  putere, îi voi tăia cu sabia de foc”. Ulterior, legionarii au  mărșăluit la casa preotului Doară și au strigat: „Jos  jidanii  și străinii !”.
În perioada Rebeliunii legionare, pe când era preot confesor al Seminarului Teologic „Sfântul Nicolae” din Râmnicu Vâlcea, Doară împreună cu Stoenac și studenți înarmați s-au baricadat în seminar, opunându-se acțiunii Armatei României și amenințând că mai degrabă se aruncă în aer, decât să se predea. Ca urmare a deciziei guvernului Ion Antonescu seminarul a fost închis, iar elevii și personalul școlii au fost trimiși la alte seminarii și mănăstiri.

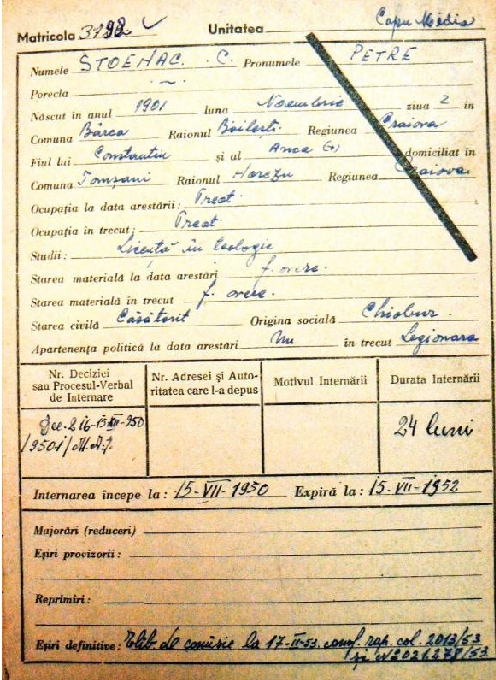
Fișa matricolă penală a preotului Petre Stoenac, referitoare la detenția acestuia în colonia de muncă de la Capul Midia

După cel de-Al Doilea Război Mondial, preotul Stoeneac a fost, conform Direcției Generale a Poliției de Siguranță, considerat un element cu priză la mase, periculos pentru regimul politic. Aceasta s-a întâmplat în condițiile, în care, Stonenac s-a manifestat atât ostil împotriva regimului comunist, cât și s-a întâlnit cu oponenți politici ai acestuia, etichetați de lucrătorii Siguranței drept legionari, context considerat de membrii serviciului de informații drept acțiuni subversive.

## Detenția

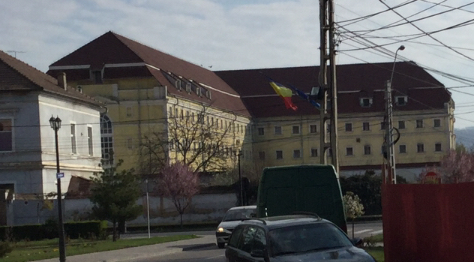
Clădirea Penitenciarului cu regim de maximă siguranță de la Aiud.

Succesiv Rebeliunii legionare,  fiind anchetat de justiția militară antonesciană ca urmare a unui denunț, a fost inițial achitat în instanță, dar ulterior a fost arestat de către autoritățile din România comunistă din cauza trecutului său legionar, consemnat în evidențele fostei Siguranțe, precum și a urmăririi informative din anii 1947-1948.
Ca efect al punerii în aplicare a Ordinului general al Ministerului Afacerilor Interne din 15 mai 1948, de reținere a tuturor legionarilor, preotul, odată arestat a trecut prin penitenciarele de la Râmnicu Vâlcea, Aiud (octombrie 1948) și Ocnele Mari, fără a fi judecat sau trimis în detenție administrativă. Ca urmare a unei decizii a Ministerului Afacerilor Interne (nr. 216 din 15 decembrie 1950) i s-a fixat o detenție administrativă de 24 luni, în colonia de muncă de la Capul Midia, de unde a fost eliberat începând cu data de 17 februarie 1953. 
La 24 septembrie 1959 a fost din nou arestat și cercetat  de către Departamentul Securității Statului în penitenciarul Pitești. Petre Stoenac a fost eliberat la 20 iunie 1961.